# Michele della Torre
Michele della Torre (Udine, 1511 – Ceneda, 21 febbraio 1586) è stato un cardinale e vescovo cattolico italiano.

## Biografia
Nato nel 1511 a Udine da Luigi di Niccolò dei conti di Valsassina e signori di Villalta, apparteneva ad una delle più nobili famiglie friulane, discendenti dai Torriani, signori di Milano nel XII secolo, che si erano trasferiti al seguito dei membri della famiglia che erano stati nominati patriarchi di Aquileia. Anche la madre Taddea di Girolamo Strassoldo apparteneva ad una antichissima e nobilissima famiglia.
Il padre fu assassinato nello stesso suo anno di nascita durante l'insurrezione popolare della Crudel zobia grassa.
Nel 1533 per privilegio dell'imperatore Carlo V ricevette la dignità cavalleresca e fu nominato conte; ebbe, inoltre, la facoltà di creare notai e giudici ordinari e di legittimare figli illegittimi.
Sempre in giovanissima età si recò a Roma, dove si guadagno la stima di papa Paolo III che lo nominò referendario utriusque signaturae. Il 30 luglio 1543 divenne cameriere e scalco segreto del pontefice; il 7 febbraio 1547 divenne vescovo di Ceneda e ne ottenne anche la Signoria.
Poco dopo, il 20 agosto 1547 fu scelto come nunzio in Francia  e mantenne la carica fino al 1550.
Tornato in Italia, si stabilì per un anno a Udine, dove divenne decano del capitolo della cattedrale. Dall'11 ottobre 1551 al 28 aprile 1552 partecipò al Concilio di Trento.
Tornato a Roma, fu scelto quale prefetto dei Palazzi pontifici e poi fu nominato vice-legato pontificio di Perugia, dove si trasferì dal 15 settembre 1553 al 31 maggio 1555. Al suo ritorno nella sede papale fu maggiordomo di papa Paolo IV.
Ritornò a Trento il 10 ottobre 1561 e prese parte al Concilio fino alla sua conclusione e ne firmò gli atti.
Fu nuovamente nunzio in Francia tra il 25 marzo 1566 e il 12 agosto 1568, senza ottenere i risultati che la Santa Sede si aspettava. Infatti il suo compito era quello di convincere il re francese Carlo IX della necessità di appoggiare fedelmente la Chiesa cattolica nelle lotte religiose che si stavano in Europa e di obbligare i sudditi francesi alla stretta osservanza della fede cattolica, alla luce dei nuovi nati durante il Concilio di Trento. Il della Torre conobbe le sue istruzioni poco prima di partire, mentre il re di Francia ne era già a conoscenza da tempo, per tale motivo l'accoglienza fu piuttosto fredda.
Rientrato dalla Francia, probabilmente in uno stato di disgrazia causa il suo fallimento, della Torre si ritirò nella sua diocesi di Ceneda, dove sino ad allora non aveva mai messo piede.
Fu creato cardinale da papa Gregorio XIII nel concistoro del 12 dicembre 1583, ma non ricevette mai né il titolo né la berretta. La nomina cardinalizia fu occasione di grandi festeggiamenti a Ceneda, Udine e Venezia.
Non partecipò al conclave del 1585 che elesse papa Sisto V. Eppure "rischiò" di essere eletto papa, se solo fosse stato a Roma in tempo (non si sa se arrivò dopo l'adorazione di Sisto V o se non vi giunse mai). In conclave, infatti, v'era una nutrita fazione che lo sosteneva, sostenuta dal cardinal Alessandro Farnese, Ludovico d'Este e dai nipoti di Gregorio XIII. La paura di un suo imminente arrivo, spinse il cardinale Ferdinando de' Medici a convenire in fretta col cardinale Michele Bonelli, capo delle creature di Pio V, sul nome di Felice Peretti.
Morì a Ceneda il 21 febbraio 1586. È sepolto nella cattedrale di Ceneda.

## Genealogia episcopale
La genealogia episcopale è:
- Cardinale Girolamo Grimaldi
- Arcivescovo Martinho de Portugal
- Arcivescovo Alfonso Oliva, O.S.A.
- Vescovo Girolamo Maccabei de Toscanella
- Vescovo Giovanni Giacomo Barba, O.S.A.
- Cardinale Michele della Torre